# A Lesson to Mashers
A Lesson to Mashers è un cortometraggio muto del 1913 diretto da Dell Henderson.

## Trama
Il fastidioso Ferdinand disturba le lavandaie, cercando di attirare su di sé l'attenzione di una di loro. Le ragazze gli daranno una lezione che lui non dimenticherà più.

## Produzione
Il film fu prodotto dalla Biograph Company.

## Distribuzione
Distribuito dalla General Film Company, il film - un cortometraggio di 100 metri - uscì nelle sale cinematografiche USA il 10 aprile 1913. Nelle proiezioni, veniva programmato con il sistema dello split reel, accorpato in un'unica bobina con un altro cortometraggio prodotto dalla Biograph, la commedia An 'Uncle Tom's Cabin' Troupe.